# Shin Sang-ok
Shin Sang-ok (født 11. oktober 1926, død 11. april 2006) var en sydkoreansk filminstruktør og producer.
Han er kendt for at være blevet kidnappet af den daværende nordkoreanske leder, Kim Jong-il, som havde et formål med at producere kritisk anerkendte film såsom Pulgasari (en efterlignende kopi af godzilla) fra 1985. I 1986, otte år efter hans kidnappelse, flygtede Shin og hans kone Choi Eun-hee til Wien i Østrig. Senere flyttede de til Los Angeles og senere tilbage til Sydkorea, hvor Shin boede, indtil han døde i 2006. Hans kone døde 12 år senere.